# UK media
UK media je studentská organizace a občanské sdružení studentů Univerzity Karlovy v Praze. Zaměřuje se zejména na mediální aktivity, v současnosti vydává dva tištěné časopisy, provozuje tři weby a celouniverzitní portál UKáčko.cz. Mediální skupina má asi 40 stálých členů a řadu externích spolupracovníků.

## Média
UK media vydává časopis Sociál pro Fakultu sociálních věd UK (vychází od května 2004) a časopis FFakt pro Filozofickou fakultu UK (od března 2007). UK media se též významně podílela na vzniku a rozvoji časopisu Fakulty humanitních studií Humr, který vydávala od října do prosince 2006 a který nyní působí samostatně.[zdroj?]
Od dubna 2008 provozuje portál UKáčko.cz, denně aktualizovaný web o dění na Univerzitě Karlově i studentském životě. V rámci portálu se také rozvíjí televizní sekce UKáčko.tv.[zdroj?]

## Historie
UK media vzniklo v březnu 2007 transformací Občanského sdružení Sociál (IČ: 26679728), které bylo ustaveno 18. října 2004 za účelem vydávání stejnojmenného časopisu na Fakultě sociálních věd Univerzity Karlovy. Od léta 2006 byla pro činnost celého sdružení užívána značka UK media.

## Struktura
UK media je řízeno Výborem složeným ze tří až sedmi členů. Jeho předsedou je od července 2011 Tomáš Jungwirth, pozici místopředsedkyně zaujímá Václava Burdová.
Výbor rozhoduje o dlouhodobém směřování sdružení, zajišťuje inzerci, financování a mediální partnerství. Všechna tři média mají vlastní redakci a nezávislou vnitřní strukturu, avšak spolu úzce spolupracují.[zdroj?]

## Další aktivity
Sdružení UK media je mediálním partnerem řady významných akcí, například Majálesu (největší studentské akce v Česku), festivalů Fringe Prague, Pavlač, Okultění, fakultních plesů apod. UK media se také účastní každoroční konference Akademického centra studentských aktivit při VUT v Brně a aktivně spolupracovalo s dnes již zaniklým Rádiem Akropolis, v jehož pořadech zástupci UK media pravidelně vystupovali.[zdroj?]
V květnu 2007 založilo sdružení stránky Kampus UK, kde jsou uveřejňovány články týkající se dalšího rozvoje Univerzity Karlovy.
UK media také v prosinci 2010 vydalo knihu Pravé české míchačky. Autorem textu je Lexa Guha, někdejší vedoucí kulturní rubriky časopisu FFakt, vizuální podobu včetně ilustrací zajistil Jan Václav, někdejší výtvarný ředitel UK media. Za vydání zodpovídal Martin Benda.[zdroj?]
Sdružení UK media iniciovalo a spoluzaložilo Studentskou unii Univerzity Karlovy, jíž je členem.[zdroj?]